# フィツナー・フライヤー

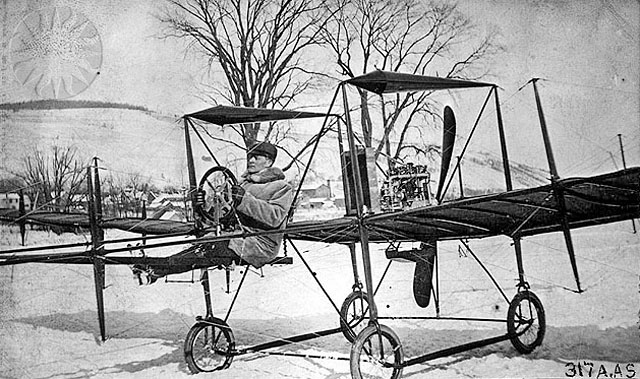
Pfitzner Flyer

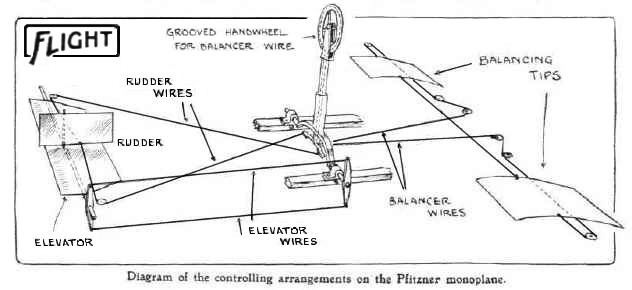
操縦メカニズム

フィツナー・フライヤー（Pfitzner Flyer）はアメリカ合衆国で1910年1月に飛行試験が行われた単葉機である。アメリカ合衆国で作られた最初の単葉機であった。 1909年にアレキサンダー・フィツナーによって設計され、フィツナーの雇われていた、ニューヨーク、ハモンズポートのカーチスの工場で製作された。飛行は成功せず、失望したフィツナーは1910年7月12日に自殺したとされている。
単葉機であっただけでなく多くの新奇な機構が取り入れられていた。横方向の操縦を行うためにステアリング・ホィールによって、補助的な翼を水平に移動させて左右の翼面積を変化させる方法をとり、パイロットの後ろにエンジンとプロペラを置く、プッシャー構造を採用した。
ライト兄弟が動力飛行に成功し、航空機に関する多くの特許を取得し、他の航空製造者を特許侵害で法廷に訴えたため、特許に触れない方法の開発が熱心に行われた。フィツナーはライト兄弟の翼をねじって操縦を行う特許を逃れるために、補助的な翼を左右に移動させ、左右の翼の面積を変えることによって横方向の操縦を行うというアイデアであった。このアイデアはニューヨーク・タイムズにも報じられ、フィツナーは、使用を希望するものはこのアイデアを無料で訴えられることなく使うことができると表明した。
フィツナーはエンジン設計者としてグレン・カーチスのハモンズポート工場で働いていたが、フィツナー・フライヤーの設計は個人で行い、カーチスの工場で組み立てられた。
単純な長方形のカゴ型のメインフレームに主翼とエンジンが取り付けられ、ビームで支えられた前後翼と車輪がとりつけられた。構造図をFlightGrobal/archiveのサイト

でみることができる。フレームの上部に流線型に整形された２つの容量22.7リットルの燃料タンクが取り付けられた。操縦の機構図を右図に示す。
1910年1月初め、初期のテストを飛行経験の少ないフィツナー自身が行った。雪が少し積もった飛行場で何度も短時間の離陸を行ったと報じられた。
1910年7月にフィツナーが行方不明になると、ホーレス・カーン（Horace K. Kearney）がフィツナー・フライヤーを入手し、8月のボストンなどで開かれた航空ミーティングで展示された。